# NK Cetingrad
NK Cetingrad je nogometni klub iz Cetingrada. 
Nogometni klub Cetingrad osnovan je 1994. god. u progonstvu u Karlovcu. 2004. god. postali su prvaci 2. ŽNL Karlovačke, te su time izborili ulazak u 1. ŽNL Karlovačku. Dana 7. kolovoza 2004. u Cetingradu je otvoren novi nogometni stadion sa svlačionicom i ostalom infrastrukturom.